# イケない妄想×アブない珍獣
「イケない妄想×アブない珍獣」(いけないもうそうあぶないモンスター) は、2017年10月4日に発売予定のアンティック-珈琲店-の通算25枚目のシングルである。

## 概要
8月13日に東京・品川インターシティホールで開催したライブイベント「SUMMER DIVE」で、本作のリリースを発表した。この日はハロウィンをテーマにした表題曲を披露した。

## 収録曲

### 初回限定盤
CD
1. イケない妄想×アブない珍獣
作詞・作曲：みく
2. イケない妄想×アブない珍獣 ～イケてるMIX～
3. イケない妄想×アブない珍獣 (カラオケ)

DVD
1. 「イケない妄想×アブない珍獣」MUSIC VIDEO
2. Making of「イケない妄想×アブない珍獣」

### 通常版A
CD
1. イケない妄想×アブない珍獣
2. 天手古舞
作詞：みく　作曲：カノン

### 通常盤B
CD
1. イケない妄想×アブない珍獣
2. バルーンガール
作詞：みく　作曲：takuya